# Цалдарис, Константинос
Константинос Цалдарис (греч. Κωνσταντίνος Τσαλδάρης; 1884, Александрия — 15 ноября 1970, Афины) — греческий политик XX века. Дважды был премьер-министром Греции в период 1946—1947 годов. Связал своё имя с началом Гражданской войны в Греции (1946—1949) и восстановлением монархии (сентябрь 1946).

## Биография
Константинос Цалдарис родился в греческой общине египетской Александрии в 1884 году. Поступил в Афинский университет, где учился юриспруденции и продолжил учёбу в Берлине, Лондоне и Флоренции. Некоторое время работал юристом, но с молодости был вовлечён в политику. Был номархом Ахайи и Керкиры (1915—1917), а также министром — губернатором Крита, во время возвращения монархистов к власти (1921—1922).
В 1926 году был впервые избран депутатом парламента от Арголиды и Коринфии с «Партией национально мыслящих» (Κόμμα των Ελευθεροφρόνων) генерала Иоанниса Метаксаса. В 1928 году примкнул к монархистской «Народной партии», в которой лидером был его дядя, Цалдарис, Панагис. Во втором правительстве Панагиса Цалдариса был заместителем министра транспорта (1933—1935), а затем заместителем министра при премьер-министре. После смерти Панагиса Цалдариса в 1936 году, стал членом руководящего комитета «Народной партии» который управлял партией до 1946 года. Самыми видными лидерами в комитете были Цалдарис и Теотокис, Иоаннис:467.

## Оккупация
С началом тройной, германо-итало-болгарской оккупации, Греции в годы Второй мировой войны, имя Цалдариса отмечено среди политиков, принявших участие 6 мая 1941 года в совещании у греческого квислинга Цолакоглу и выразивших согласие на создание «правительства необходимости»:564.
На тот момент король и греческое правительство ещё находились на территории Греции, на Крите.
Цалдарис как и многие политики не был активен в годы оккупации.
Инициативу сопротивления взяла в свои руки Коммунистическая партия Греции, создав Национально-освободительный фронт Греции (ЭАМ), после чего была создана Народно-освободительная армия Греции (ЭЛАС) и Греческий народно-освободительный флот (ЭЛАН).
Обеспокоенность британской политики послевоенным раскладом сил в Греции и судьбой монархии стала основной причиной созыва в Ливане 17 мая 1944 года съезда всех политических сил Греции, для формирования коалиционного правительства. В действительности лидеры большинства предвоенных партий уже не располагали электоратом и силами и представляли самих себя. Среди доставленных в Ливан политиков был и Цалдарис:711, хотя годом раньше, руководитель британской военной миссии в Греции докладывал, что «у Цалдариса нет людей»:665.

## Гражданская война
Цалдарис победил на выборах 31 марта 1946 года в качестве лидера «Соединённой коалиции национально мыслящих» (Нνωμένη Παράταξις Εθνικοφρόνων). Выборы были проведены в атмосфере гражданской войны. Коммунистическая партия Греции бойкотировала эти выборы. До созыва парламента правительство возглавил судья Пулицас, Панайотис. В тот же день группа левых партизан атаковала пост жандармерии. Эта акция считается началом Гражданской войны в Греции.
Цалдарис сформировал своё «исключительно правое правительство» 18 апреля 1946 года и оставался на посту премьер министра по январь 1947 года. Правительство Цалдариса удалило из армии всех офицеров, о которых существовали подозрения, что они могли быть республиканцами-антимонархистами. Летом 1946 года правительство Цалдариса начало ссылать на пустынные острова офицеров, воевавших в рядах ЭАМ-ЭЛАС:827. Напротив, в армию были возвращены офицеры, сотрудничавшие с оккупантами:828. В октябре были созданы антикоммунистические военизированные организации «сельской безопасности» и «выборочного преследования».
Современный греческий историк Т. Герозисис характеризует Цалдариса в «лучшем случае политической посредственностью» и «естественно, отсутствующим в оккупацию». Однако в личном плане, «имевшие выход на Цалдариса, спасли головы своих близких, в годы гражданской войны». Герозисис пишет, что Цалдарис приспосабливался к обстановке. Связанный политически с большой буржуазной прослойкой, с группами компрадоров, с частью капиталистов греческой диаспоры по Средиземному морю, с группами спекулянтов нажившихся в оккупацию, с банкирами, он был человеком, который был нужен англичанам и королю.
В дальнейшем, когда трону он был более не нужен, он был «выброшен как выжатый лимон».
Когда новый парламент начал свою работу 13 мая 1946 года регент Архиепископ Дамаскин благословил его «во имя Святой Троицы и Конституционного монарха», хотя на тот момент монарха в стране не было и он до войны аннулировал Конституцию.
Правительство Цалдариса, не считая себя связанным договорённостями 1945 года о проведении референдума о судьбе монархии в мирных условиях в 1948 году, провело референдум 1 сентября 1946 года:827, «под звуки залпов расстрелов, крики пытаемых в тюрьмах борцов Сопротивления, шума боёв между правительственными войсками и Демократической армией». На этот раз монархисты избежали казуса 1935 года с 105 % голосов и дали себе только 68 % голосов. Монархия была восстановлена:828.
Цалдарис возглавлял греческие делегации на Парижской конференции (1946), и Генеральных ассамблеях ООН в период 1947—1949.
В результате продолжающейся гражданской войны контроль над обстановкой в Греции перешёл от англичан к американцам.
Американцы и королевский двор смогли в январе 1947 года сформировать более широкое политически правительство которое возглавил Димитриос Максимос. Цалдарис также вошёл в состав этого правительства:844. Он был вице-премьером в правительстве Димитриоса Максимоса в 1947 году и министром иностранных дел в правительстве Фемистокла Софулиса (1947—1949) и Александра Диомидиса (1949—1950).
Он вновь возглавил правительство в августе 1947 года и оставался на посту премьер-министра до сентября того же года. Герозисис пишет, что впечатлённый масштабами боёв в горных массивах Граммос-Вици и кровью, которая лилась напрасно, поскольку, как он считал, его сторона уже выиграла гражданскую войну, Цалдарис пытался «что-то» предпринять, чтобы остановить войну, но безуспешно:873.
В то время как правые греческие правительства, находившиеся в полной зависимости от англо-американцев, «забыли» о греческих правах на Северный Эпир и британский Кипр, Цалдарис, вспомнив Александра Македонского, заявлял англичанам в 1947 году, что «греческие границы простираются до Афганистана», давая понять, что при необходимости греческая армия будет воевать и там:911.

## Послевоенные годы
На выборах 1950 года «Народная партия» Цалдариса стала первой получив 19 % голосов но этого было недостаточно для сформирования правительства:915.
Однако на выборах 1951 года и после создания партии «Греческий призыв» (Ελληνικός Συναγερμός) Александра Папагоса «Народная партия» потеряла большую часть своего электората, хотя сам Цалдарис был избран депутатом от своего округа Арголиды и Коринфии.
На выборах 1952 года, проведённых после перемены выборочного законодательства в мажоритарную систему, Цалдарис и его кандидаты не были избраны.
В 1956 году он был избран депутатом от широкого «Демократического Союза», в который входили даже левые силы:965, но на выборах 1958 года, возглавляя «Союз Народной партии» он потерпел полную неудачу.
После этого Цалдарис отошёл от политики и появился вновь на политической арене только в 1965 году, во время королевского парламентского переворота, в качестве члена «Советов Короны».
Цалдарис умер в Афинах в 1970 году.